# Elko Riehl
Elko Riehl (* 8. September 1941 in Mannheim; † 1. April 1994 in Algerien) war ein deutscher Politiker (SPD).
Riehl besuchte ein Gymnasium und legte 1961 das Abitur ab. Er studierte an der Technischen Hochschule Karlsruhe und der Technischen Universität Berlin, wo er später auch als Tutor im Bereich Kybernetik arbeitete.
Riehl trat 1965 der SPD bei und wurde bei der Berliner Wahl 1971 in die Bezirksverordnetenversammlung im Bezirk Tiergarten gewählt. Bei der folgenden Wahl 1975 wurde er in das Abgeordnetenhaus von Berlin gewählt, indem er das Direktmandat des Wahlkreises Tiergarten 3 erringen konnte. 1979 schied er aus dem Parlament aus.
Bei einem Hubschrauberabsturz 1994 in Algerien verunglückte Riehl tödlich.